# Abraham Vater
Abraham Vater (Wittenberg, 9 dicembre 1684 – 18 novembre 1751) è stato un anatomista tedesco.

## Carriera
Ricevette il dottorato in filosofia dall'Università di Wittenberg nel 1706 e la laurea in medicina dall'Università di Leipzig nel 1710. Praticò l'attività di medico a Wittenberg, diventando professore associato nel 1719, professore in anatomia nel 1732 e professore di terapia nel 1746.
Vater è principalmente conosciuto per i suoi lavori di anatomia, ma pubblicò anche studi sulla chimica, botanica, farmacologia e ginecologia. Fu il primo a descrivere il sito di confluenza, nel duodeno, della porzione intramurale della via biliare extraepatica principale (o dotto Coledoco) e del dotto pancreatico, oggi conosciuto come ampolla del Vater.

## Scritti
- Dissertatio anatomica quo novum bilis dicetilicum circa orifucum ductus choledochi ut et valvulosam colli vesicæ felleæ constructionem ad disceptandum proponit, 1720
- Das Blatter-Beltzen oder die Art und Weise, die Blattern durch künstliche Einpfropfung zu erwecken, 1721
- Catalogus plantarum inprimis exoticarum horti academici Wittenbergensis, 1721–1724
- Catalogus Variorum Exoticorum Rarissimorum Maximam Partem Incognitorum ... quae in museo suo, brevi luci exponendo possidet Abraham Vater, 1726
- Diss., qua valor et sufficienta signorum infantem recens natum aut motuum aut vivum editum arguentium examinatur, 1735
- De calculis in locis inusitatis natis et per vias insolitas exclusis, 1741
- De instrumentoro ad determinadas lucis refractiones, 1751